# Tutelo
Los tutelo eran una tribu sioux, también llamada yesañ o nahyssan. Durante el siglo XVIII vivían en Carolina del Norte, junto con los catawba, saponi, occaneechi y otros, donde formaban un islote lingüístico siux. En 1710 eran 2.700 individuos, pero en 1900 sólo quedaban 200.
Su posición les obligaba a hacerse amigos de los cayuga y de la Confederación iroquesa. Sus rasgos culturales eran parecidos a los de las otras tribus de la región, con la llamada cultura de los bosques, como los catawba, powhatan y otras tribus de cultivadores de maíz y tabaco, que vivían en cabañas alargadas.
Fueron descubiertos en 1670 por el holandés Van Lereder, en 1671 visitados por Thomas Betts, y hacia 1701 visitados nuevamente por Lawson. Hasta 1740 se recluyeron en Fort Christianna (condado de Brunswick), huyendo de los ataques de los iroqueses, y se establecieron en Shamakin (hoy en día Sunbury). En 1753 buena parte de la tribu se unió a los cayuga de Nueva York, pero los que quedaron en Carolina, en un principio aliados de los ingleses, vieron como en 1779 Sullivan destruía su poblado de Shamakin.

## Lengua
Hacia 1800 los supervivientes huyeron a Canadá, donde su idioma se extinguió hacia 1898. El etnólogo norteamericano Horatio Hale (1817-1896) probó su pertenencia al grupo siux, en concreto la lengua tutelo está más cercanamente emparentada con las lenguas biloxi y ofo, junto a las cuales forma la división suroriental de las lenguas sioux.
- Datos: Q1757507
- Multimedia: Tutelo / Q1757507